# Мейфийлд
Вижте пояснителната страница за други значения на Мейфийлд.
Мейфийлд (на английски: Mayfield) е селище в югоизточна Шотландия, част от областта Мидлоудиън. Населението му е около 14 000 души (2016).
Разположен е на 155 метра надморска височина в Средношотландската низина, на 9 километра южно от брега на Северно море и на 14 километра югоизточно от центъра на Единбург. Селището възниква през 50-те години на XX век като жилищен комплекс за работници в близките въглищни мини и промишлени предприятия.